# Eben-Haëzer

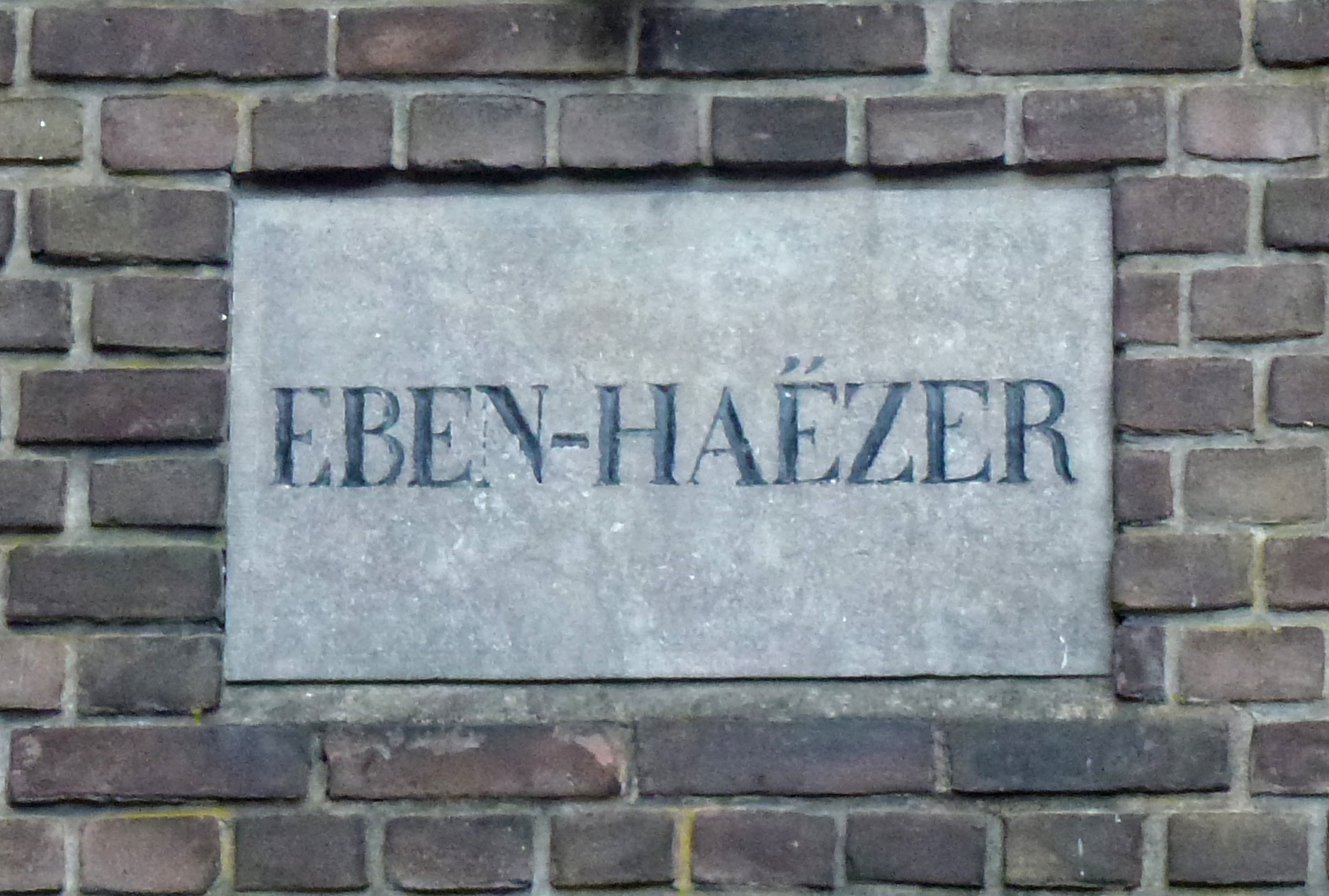
Gevelsteen op de voormalige Turfmarktkerk te Gouda

Eben-Haëzer, ook geschreven als Eben-Ezer, Ebenezer of Eben ha-Ezer, is de naam van de locatie van een beroemde gedenksteen die door de profeet Samuël werd opgericht. Het is ook de naam van een hoofdstuk uit de sjoelchan aroech.
In het Bijbelboek 1 Samuël 7 wordt beschreven hoe de Israëlieten een overwinning behaalden op de Filistijnen. Vervolgens staat er in vers 12: Samuël nam een steen, stelde die op tussen Mizpa en Sen en hij noemde hem Eben-Haëzer, zeggende "Tot hiertoe heeft de Heere ons geholpen". De letterlijke vertaling uit het Hebreeuws van Eben-Haëzer is 'Steen der hulp'.
De naam Eben-Haëzer is onder meer gegeven aan schepen, boerderijen, scholen en verenigingen. Het is ook de naam van een geloofsgemeenschap die in Nederland vooral in Rotterdam actief is. In de vorm 'Ebenezer' komt de naam in diverse Engelstalige landen ook voor als jongensnaam. In het verhaal A  Christmas  Carol van Charles Dickens is de hoofdfiguur Ebenezer Scrooge.
In de Belgische plaats Eben-Emael is de toren van Eben-Ezer genoemd naar deze locatie.